# Joaquín Chamorro
Pedro Joaquín Chamorro Cardenal (Granada, 23 de septiembre de 1924 - Managua, 10 de enero de 1978) fue un periodista, escritor, empresario y político nicaragüense opositor al gobierno de Luis Somoza Debayle y a la dictadura de Anastasio Somoza Debayle; director del diario La Prensa, murió asesinado.
Desde 2012, fue designado Héroe Nacional de Nicaragua con el título de "Mártir de las libertades públicas" por Decreto Legislativo de la Asamblea Nacional de Nicaragua. Su viuda Violeta Barrios de Chamorro fue Presidenta de Nicaragua (1990-1997).

## Biografía
Fue hijo de Pedro Joaquín Chamorro Zelaya y su esposa Margarita Cardenal.
Sobrevive a cargo del periódico familiar Ana María Holman. Otros tres hermanos fallecieron, Xavier Chamorro Cardenal (2008), Ligia Chamorro Cardenal (2015) y Jaime Chamorro Cardenal (2021).
Hijos de su matrimonio con Violeta Chamorro Barrios son: Claudia, quien ha trabajado como escritora y pintora, así como Carlos, Pedro y Cristiana, periodistas que asumieron cargos políticos durante el último cuarto de siglo.

### Formación
Estudio en el Instituto Pedagógico "La Salle", de la orden de los Hermanos de las Escuelas Cristianas, tuvo como compañero de clases al futuro dictador Anastasio Somoza Debayle (hijo del también dictador Anastasio Somoza García).
Pedro Joaquín hizo sus estudios de Derecho en la Universidad Central de Managua (fundada en 1941 y clausurada en 1944) y los continuó en la Universidad Nacional Autónoma de México (UNAM) terminando en 1948, enseguida pasó a colaborar con su padre como subdirector hasta la muerte de este en 1952, cuando él asumió el cargo de director del diario.

### Matrimonio con Violeta Barrios Torres
En 1949 durante unas vacaciones en el departamento de Rivas, en la propiedad de Carlos Barrios Sacasa y Amalia Torres Hurtado, el joven de 25 años conoció a la hija de estos, Violeta Barrios Torres (hoy Violeta Barrios de Chamorro); se enamoraron y se casaron el 8 de diciembre de 1950 en la Iglesia Parroquial de Rivas.

## Encarcelamientos
El doctor Pedro Chamorro fue encarcelado en cinco ocasiones.

### Por la rebelión de 1954
Fue encarcelado en la Loma de Tiscapa por la rebelión del 4 de abril de 1954, en la que un grupo de oficiales de la GN y algunos civiles quería emboscar a Somoza García en la Carretera Panamericana cerca de Jinotepe, Carazo, pero fueron delatados por un traidor.
Muchos de los complotados fueron torturados en los sótanos de la Casa Presidencial en Managua , en el complejo conocido por El Chipote, y después fusilados en Carazo. A Pedro Joaquín lo condenó un Consejo de guerra a dos años de prisión en las cárceles de La Aviación (hoy Complejo Policial Ajax Delgado).

### Luego del asesinato de Anastasio Somoza García
La noche del 21 de septiembre de 1956, cuando se dio el atentado contra Somoza, fue capturado en su casa de la Colonia Mántica y es llevado a la Cárcel El Hormiguero; más tarde lo trasladaron a las celdas del Primer Batallón en dicha loma y torturado en un "Cuarto de Costura", convertido de hecho en un cuarto de tortura.
Un nuevo Consejo de guerra lo condenó por rebelión y después de seis meses de cárcel lo confinaron en San Carlos, cabecera del departamento de Río San Juan; de allí se fugó juntó con su esposa Violeta al país vecino de Costa Rica en abril de 1957 ambos pidieron asilo político. Los hechos de su detención, proceso y fuga los narra en su libro testimonial Estirpe sangrienta: los Somoza editado en Costa Rica en 1958.

### Por la rebelión de Olama y Mollejones
Pedro volvió a Nicaragua el 31 de mayo de 1959 junto con 110 camaradas conservadores en el primer desembarco aerotransportado que se verificó en América. Un grupo aterrizó con él en el llano chontaleño de Mollejones y el otro en el llano de Olama.
Los integrantes del grupo fueron capturados sanos y salvos por soldados de la Guardia Nacional el 13 de junio y condenados a nueve años de prisión. En 1960 salieron libres por efecto de una amnistía general, Pedro Joaquín volvió a dirigir La Prensa.

## La masacre de la Avenida Roosevelt
En 1966 se formó la coalición de partidos políticos opuestos al somocismo Unión Nacional Opositora, UNO (no confundir con la UNO de 1990 que también usó el mismo nombre):
- Partido Conservador de Nicaragua (PCN),
- Partido Liberal Independiente (PLI),
- Partido Social Cristiano (PSC),
- Partido Comunista de Nicaragua (PC de N)
- y el Partido Socialista Nicaragüense (PSN).

Con esto intentaron derrotar al candidato del oficialista Partido Liberal Nacionalista PLN Anastasio Somoza Debayle (su excompañero de aula en el Instituto La Salle).
El candidato presidencial de la UNO era el Doctor Fernando Agüero Rocha, conservador, por lo tanto Pedro Joaquín usó La Prensa como medio de propaganda para dicha coalición; el lema era: "Pinolero, pinolero votá por Agüero" y "Aunque con Fernando no ando por Agüero muero". Las radios opositoras y La Prensa convocaron a una manifestación en La Plaza de la República en Managua el domingo 22 de enero de 1967. Los mensajes decían que cada manifestante llevara su morral (ir preparado).
Ese día se efectuó la gran manifestación de la UNO en dicha plaza; cerca de las 5 de la tarde alguien dijo que "botarían del poder a los Somoza para marchar hacia la Casa Presidencial por la Avenida Roosevelt".
En la esquina del edificio del Banco Nacional de Nicaragua (hoy es la Asamblea Nacional) se detuvieron ante un pelotón de soldados de la GN; el teniente Sixto Pineda Castellón se subió encima de un camión de los bomberos del Aeropuerto Internacional de Managua para preparar las mangueras y usarlas lanzando chorros de agua contra la multitud, cuando en eso sonó un disparo que lo mató y cayó al suelo desatándose una balacera contra la muchedumbre.
El doctor Julio Ignacio Cardoze, quien años más tarde sería Viceministro del Trabajo en el gobierno del Ingeniero Enrique Bolaños Geyer (2002-2007), andaba allí no vio a nadie armado en la manifestación y le fue a avisar a Chamorro, Agüero, Manolo Morales Peralta, etc. quienes estaban a 5 cuadras al norte de la cabeza de la manifestación.
No se descarta que hubiera exaltados armados entre la gente. Los guardias abrieron fuego con sus fusiles semiautomáticos M1 Garand calibre 7,62 x 63 milímetros e hicieron una masacre; hubo entre 1000 y 1500 muertos, los dirigentes de la UNO se refugiaron en el Gran Hotel (actual Centro Cultural Managua) dos cuadras al norte de donde ellos estaban antes, por lo que una tanqueta Sherman cañoneó a ese edificio y al día siguiente Pedro Joaquín fue detenido. También estuvieron detenidos Herty Lewites, Edén Pastora Gómez, Carlos Guadamuz Portillo, etc., y junto con Chamorro estuvieron en la cárcel El Hormiguero.

## El pacto Kupia Kumi y el terremoto de 1972
Chamorro y sus camaradas fueron liberados por una amnistía en marzo de 1967, después que Tacho "ganó" las elecciones. El 28 de marzo de 1971 se firmó el pacto Kupia Kumi ("Un solo corazón" en mískitu) en el Teatro Nacional Rubén Darío por el cual Somoza pactó con Agüero y este sería miembro de la Junta Nacional de Gobierno en el período del 1 de mayo de 1972 al 1 de diciembre de 1974, para ser vigilante del cumplimiento de lo acordado, que eran las condiciones mínimas para llegar a unas elecciones libres, a como se había demandado desde 1960.
En efecto, Somoza le entregó el poder a dicha Junta, pero meses después se dio el terremoto de Managua de 1972, del 23 de diciembre, dañando el edificio de La Prensa por lo que el periódico se trasladó al kilómetro 4 ½ de la Carretera Norte saliendo su primera edición post terremoto el 1 de marzo de 1973. Pedro auxilió a sus vecinos del Barrio San Sebastián y después del sismo se trasladó a vivir en el Reparto Las Palmas. Se saltaron la destitución del doctor Agüero. Como consecuencia al rompimiento de la Convención Política no vino la ayuda solicitada por el Régimen. El congreso de los Estados Unidos canceló ayuda a Nicaragua.
La Prensa no circuló desde el 23 de diciembre de 1972 hasta el 1 de marzo de 1973, fecha en la cual circuló la primera edición post-terremoto de La Prensa, que se trasladó de su antiguo edificio -dañado por el sismo-, ubicado del Parque Central 1 cuadra al oeste (abajo) y media al norte (lago), al kilómetro 4 ½ de la Carretera Norte donde se encuentran) con los titulares: ¡En 30 segundos, solo Hiroshima y Managua! y Un ensayo del Juicio Final, comparando la destrucción del terremoto de Managua con la de la bomba atómica en la ciudad de Hiroshima. En la segunda página fue publicado un editorial suyo, cuyo párrafo final dice:

El terremoto fue un ensayo de ese Juicio Final en sólo 30 segundos, y eso significa que nunca como ahora, debemos de reflexionar sobre el equilibrio de la creación a través del cual, el Ser Supremo reclama su verdadero y perenne lugar como Señor de todas las criaturas que entre sí, deben ser iguales y tratarse con equidad y justicia.

## La censura de prensa y el estado de sitio
Cuando Anastasio Somoza Debayle recién había iniciado su segundo periodo como Presidente de Nicaragua el 1 de diciembre de 1974, pocas semanas después (cerca de las 11 de la noche del 27 del mismo mes y año) un comando de la guerrilla marxista Frente Sandinista de Liberación Nacional (FSLN) al mando del comandante Eduardo Contreras e integrado por Hugo Torres, Joaquín Cuadra Lacayo, Javier Carrión McDonough (ambos futuros jefes del Ejército de Nicaragua en los períodos 1995-2000 y 2000-2005 respectivamente) y otros guerrilleros, asaltó la casa del Doctor José María Castillo Quant, Ministro de Agricultura y Ganadería, ubicada en el Colonial Los Robles, en Managua, mientras allí se celebraba una fiesta.
El asalto se dio después de que salieron de la casa el Embajador de Estados Unidos en Nicaragua Turner Shelton y el general José R. Somoza (hermano de Tacho por parte de padre) quienes tenían guardaespaldas. Entre los invitados a la fiesta, tomados como rehenes, estaba el Doctor Guillermo Sevilla Sacasa, esposo de Lillian Somoza Debayle, cuñado de Somoza, Embajador de Nicaragua en Estados Unidos y Decano del Cuerpo Diplomático en Washington D. C. junto con 20 personas, entre miembros del Gabinete Gubernamental y sus esposas.
Castillo Quant fue el único muerto en el operativo por un disparo que le hizo Cuadra al querer resistirse a la toma de su casa y el comando exigió la liberación de 8 reos sandinistas (entre ellos el actual Presidente de la nación Daniel Ortega Saavedra), medio millón de dólares y un avión con algunos rehenes para ir a Cuba tres días después, lo que se logró con la mediación de Monseñor Miguel Obando y Bravo, Arzobispo de Managua y también porque Lillian viajó a Managua para pedirle a su hermano Anastasio que cediera a las exigencias del FSLN y así evitar que mataran a su esposo.
Esto causó que su hermano decretara el estado de sitio y la censura de prensa por 33 meses hasta el 19 de septiembre de 1977 contra los medios de comunicación opositores incluyendo a La Prensa.
En este periodo Pedro Joaquín escribió y publicó las novelas Jesús Marchena en 1975, sobre un campesino del departamento de Rivas, y Richter 7 en 1976, basada en las consecuencias anímico-sociales del terremoto de Managua de 1972; en ambas, en el fondo, se critica al somocismo, tanto por no reconstruir el centro de la capital (porque este fue confiscado por el gobierno), como por suprimir las libertades públicas.
También escribió su Diario político, que sería publicado en 1990 poco antes del triunfo electoral de su esposa Violeta el 25 de febrero, el cual fue escrito de febrero de 1975 a diciembre de 1977, el cual trata sobre sus actividades políticas como presidente de la Unión Democrática de Liberación (UDEL) y la colección de cuentos El Enigma de las Alemanas 1977, que ganó el Premio Día de la Hispanidad en Guatemala, otorgado por Roberto Mertins Murúa (Instituto Guatemalteco de Cultura Hispánica) ese año.

## Asesinato
El lunes 9 de enero de 1978 Chamorro se reunió a las 5 p. m. en su residencia del Reparto Las Palmas, en Managua con su yerno Edmundo Jarquín Calderón, Rafael Córdoba Rivas, presidente de la Unión Democrática de Liberación (UDEL) y más adelante miembro de la Junta de Gobierno de Reconstrucción Nacional, y Pedro Joaquín Quintanilla del Movimiento Liberal Constitucionalista MLC (hoy Partido Liberal Constitucionalista PLC).
Ahí discutieron y analizaron la postura del Frente Sandinista o FSLN de oposición a un diálogo nacional con el presidente Anastasio Somoza Debayle mientras Somoza había aceptado dialogar con Chamorro. Esa noche celebró con su familia el cumpleaños de su madre. En la mañana del día siguiente, martes 10 de enero de 1978, salió de su casa, ubicada en el Reparto Las Palmas, (en un automóvil Saab, color café, placas MA-2C-454-1977 de dos puertas recién comprado en la Navidad de 1977) hacia su trabajo a las 8:00 a. m. Anteriormente había usado un Volkswagen Sedán blanco; a eso de las 8:15 a. m., un auto Toyota Corona Mark II, de cuatro puertas, color verde oscuro, placas MA-2D-333-1977, que lo venía siguiendo, se le puso al lado y uno de los asesinos (Silvio Peña) desde el carro le disparó 3 tiros de escopeta calibre 12, que lo mataron en el acto.
El Saab de Chamorro se estrelló de frente contra un poste de luz en la esquina suroeste de la intersección de la Calle Trébol y la Avenida Bolívar, quedando con las llantas del lado derecho en la acera, las del lado izquierdo en la calle y las ventanillas de las puertas de ambos lados quebradas. El parachoques delantero se abolló al igual que el guardafangos derecho y la capota del carro quedó desajustada por el choque, según el testimonio de las inspecciones que más tarde hicieron ese mismo día, en ambos carros, los jueces Zoila Luisa Ferrey de Ocón y Guillermo Rivas Cuadra, Jueces Tercero y Primero Local del Crimen de Managua respectivamente. El Toyota quedó abandonado en esa esquina 1 y ½ cuadra al sur, pues al no encender el motor los criminales huyeron en otro vehículo.
En el lugar del crimen está el edificio del Banco Nicaragüense BANIC (hoy Ministerio de Hacienda y Crédito Público MHCP) 1 cuadra al oeste (abajo). A las 8:35 A.M., se recibió una llamada telefónica en el cuartel del Benemérito Cuerpo de Bomberos de Managua BCBM reportando un “accidente de tránsito” en dicha esquina, con una persona lesionada. Una ambulancia partió al lugar hallando su cadáver, cuyos miembros lo reconocieron comprobando que había sido víctima de balazos, procediendo a trasladarlo al Hospital Oriental (hoy Hospital Roberto Calderón) ubicado en la Pista Portezuelo, en donde fue puesto en la morgue donde, según el Folio N.º 7 del expediente judicial, le realizó la autopsia el médico forense del Distrito Judicial de Managua, Dr. Miguel Ángel Aragón Picado comprobando que los perdigones (con trayectoria de derecha a izquierda) le atravesaron la cara y el tórax.
Su hijo mayor, Pedro Joaquín Chamorro Barrios, estaba en La Prensa donde trabajaba como administrador y al ser llamado desde el mencionado hospital fue hacia allá a reconocer el cuerpo de su padre (su madre Violeta Barrios de Chamorro estaba en Miami, Florida, Estados Unidos, con su hija Cristiana).
El crimen provocó la condena de la oposición a Somoza y estallaron brotes de violencia contra la Guardia Nacional y las propiedades de la familia gobernante. Ese día, La Prensa salió por la tarde con los titulares: ¡Mandaron a asesinarlo! y Su sangre salpica a toda Nicaragua.

### Funeral
El jueves 12 de enero después de la misa de cuerpo presente en la Parroquia del Sagrado Corazón de María en el Reparto Las Palmas, en un féretro, sus restos fueron llevados al Cementerio General u Occidental de la capital, en medio de una multitudinaria procesión fúnebre con mucha gente de la UDEL y los partidos opositores al régimen somocista:
- Acción Nacional Conservadora (ANC),
- Partido Conservador PC,
- Partido Liberal Independiente (PLI),
- Movimiento Liberal Constitucionalista (MLC),
- Partido Social Cristiano (PSC),
- Partido Popular Social Cristiano (PPSC),
- Partido Unionista Centroamericano (PUCA),
- Partido Socialista Nicaragüense (PSN),
- Partido Comunista de Nicaragua (PC de N)
- y el Movimiento de Acción Popular Marxista-Leninista (MAP-ML).

El pueblo cantó durante la marcha el Himno Nacional Salve a ti y los funerales fueron presididos por su familia, trabajadores de La Prensa y un sacerdote terminado el entierro.
En la plazoleta exterior del cementerio hubo un enfrentamiento de la muchedumbre con los efectivos de la GN, estos dispararon bombas de gas lacrimógeno y balas del fusil semiautomático estadounidense M1 Garand contra la multitud que les tiraba piedras, por lo que resultaron algunos heridos. Su viuda más adelante sería miembro de la Junta de Gobierno de Reconstrucción Nacional (1979 y 1980) y Presidenta de Nicaragua de 1990 a 1997.
El asesinato desató la insurrección del pueblo nicaragüense, el cual apoyó al FSLN hasta el derrocamiento de la dictadura el 19 de julio de 1979 y el triunfo de la Revolución Sandinista ese día. El Saab se conserva en la casa de los Chamorro en el Reparto Las Palmas y el Folio N.º 7 del expediente judicial se encuentra en el archivo de los Juzgados de Managua, en el Centro Comercial Nejapa.

## Homenajes
Su efigie apareció en anverso de los billetes de 50 córdobas, serie A, de 1991, en el reverso aparecían el derribo de la estatua ecuestre de Anastasio Somoza García, en Managua, el 19 de julio de 1979, y las elecciones generales del 25 de febrero de 1990. Nuevamente apareció en los billetes de 50 córdobas, serie C y A, de 1995 y 2001, en el reverso aparecía el Escudo de Nicaragua. También apareció en los billetes de la misma denominación, de las series A y B de 2002 y 2006, respectivamente, en reverso estaba el Castillo de la Inmaculada Concepción.
El popular intérprete de salsa Lalo Rodriguez confesó en una oportunidad que su famoso tema Máximo Chamorro está dedicado a la memoria de Pedro Joaquín Chamorro.